# Majolikahäuschen

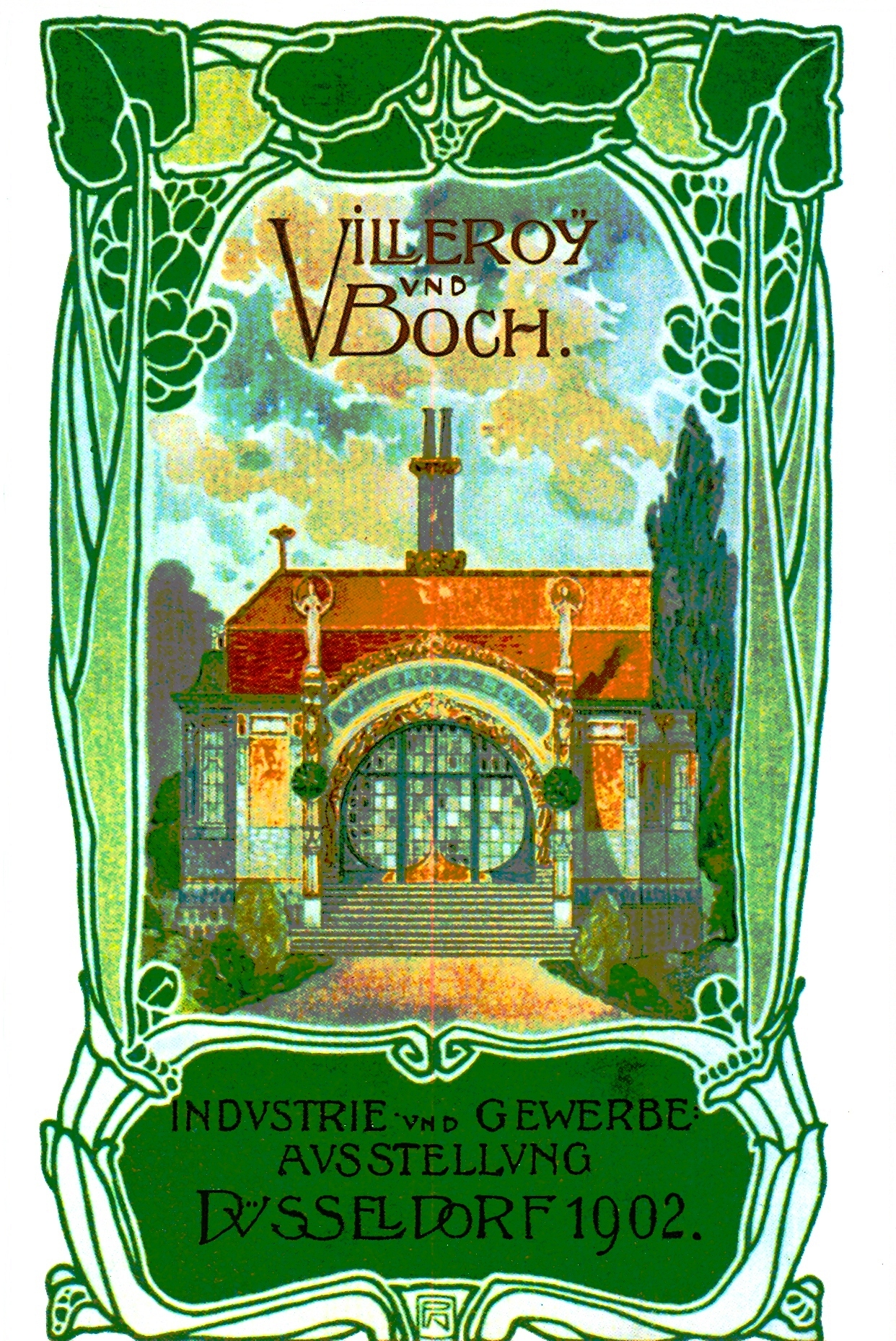
Majolikahäuschen (grafische Darstellung)

Das Majolikahäuschen war ein populärer Ausstellungs- bzw. Gastronomie-Pavillon im Düsseldorfer Hofgarten. Das nach dem Wiener Majolikahaus benannte Gebäude zählte zu den baulichen Hauptwerken des Jugendstils in Düsseldorf. Der im Jahre 1902 errichtete Bau wurde 1926 abgebrochen.

## Geschichte
Der Pavillon wurde für die Düsseldorfer Industrie- und Gewerbeausstellung 1902 als Ausstellungspavillon der Firma Villeroy & Boch im westlichen Hofgarten erbaut. Nach dem Ende der Ausstellung ging der Pavillon in das Eigentum der Stadt Düsseldorf über. Der Bau wurde zuerst als „Milchhäuschen“ (zum Ausschank von Milch oder anderen nicht-alkoholischen Erfrischungsgetränken), dann als Café verwendet. Als 1925 die Ausstellung GeSoLei konzipiert wurde, empfanden die Planer um Wilhelm Kreis das „Jugendstilgebäude mit seinem Schnörkelprunk und seiner Ornamentkleberei“ als störend – nicht zuletzt, weil es in ihren Augen dem Konzept der GeSoLei als einer zeitgenössisch-modernen Architekturausstellung widersprach. In der Bevölkerung war das Majolikahäuschen in seiner Funktion als Café jedoch sehr beliebt, wobei künstlerische Aspekte wohl kaum eine Rolle spielten. Der Pavillon wurde schließlich am 9. Februar 1926 über Nacht vollständig abgebrochen, um vollendete Tatsachen zu schaffen. Wer die konkrete Verantwortung für den Abbruch trug, blieb damals unklar und konnte lange nicht festgestellt werden. 1964 gestand ein Ingenieur, der für die GeSoLei tätig gewesen war, nach einer konspirativen Sitzung im Malkasten-Haus einen Bautrupp zusammengestellt und den Abbruch in einer Nacht-und-Nebel-Aktion durchgeführt zu haben.

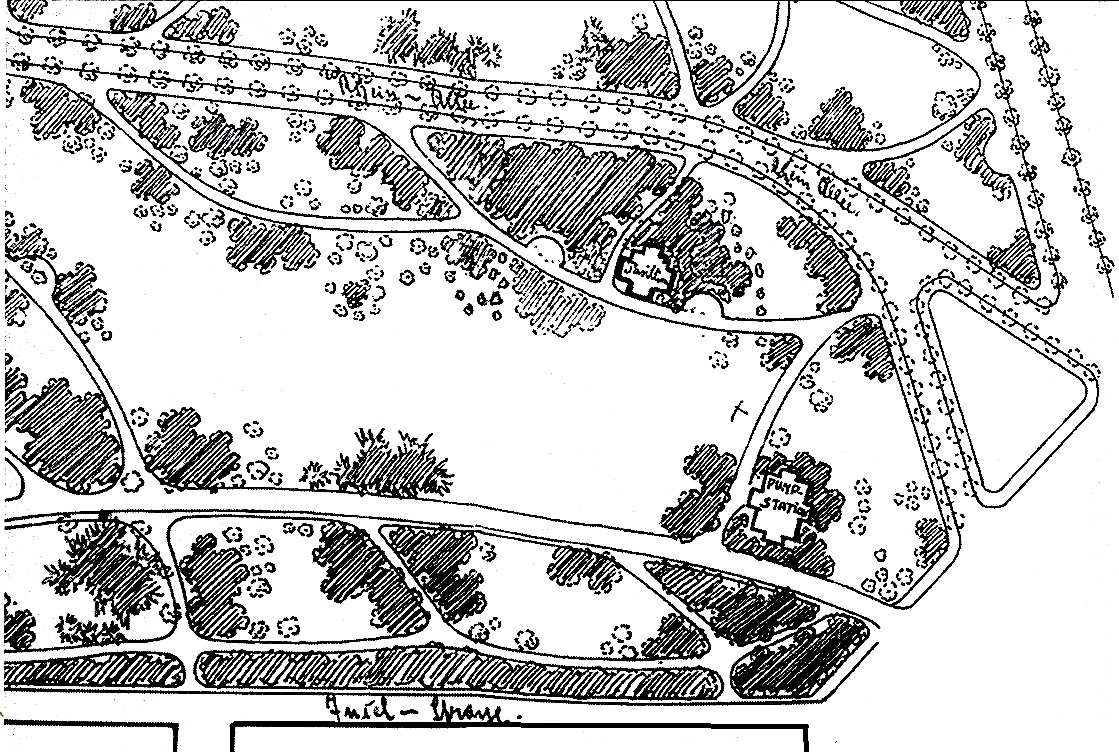
Lage und Umgebung
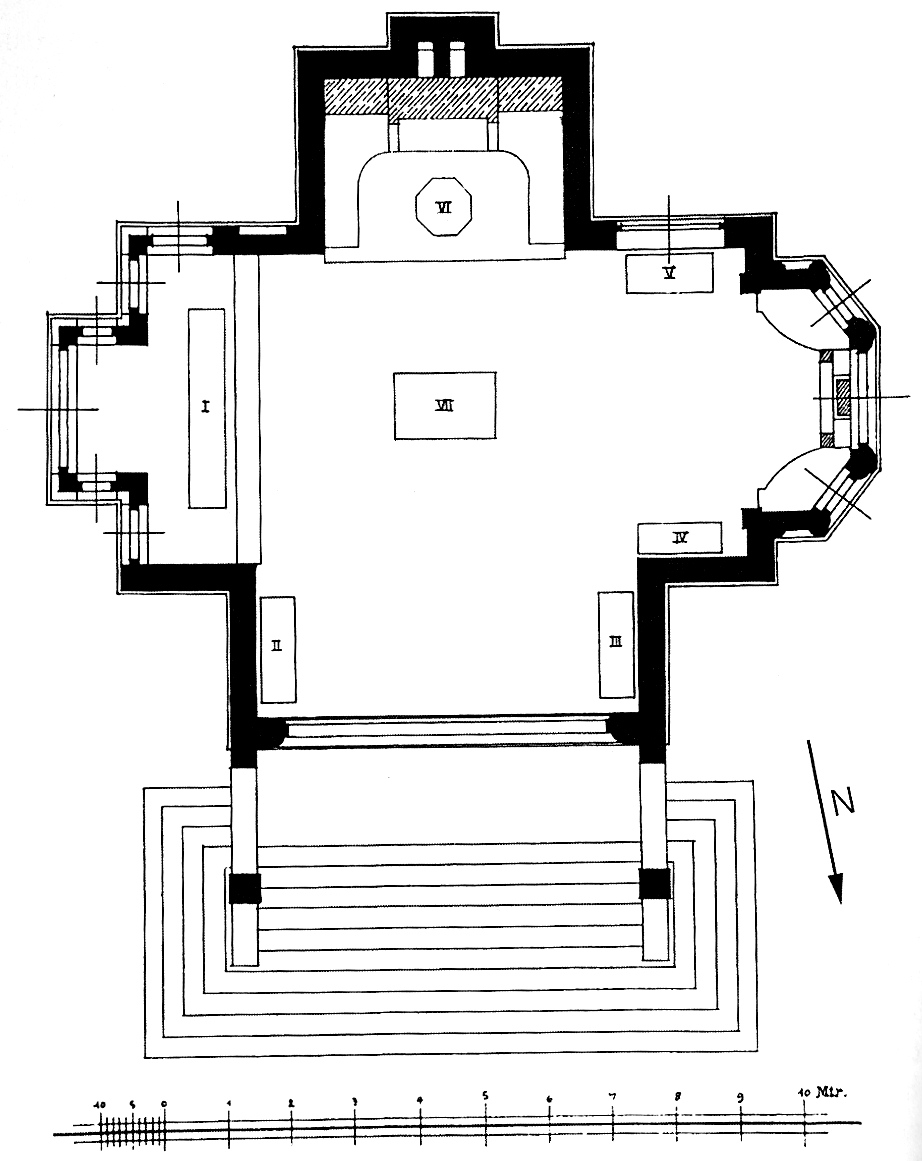
Grundriss

## Beschreibung
Das Gebäude war ein „Majolikagesamtkunstwerk“, bei dem verschiedenste keramische Techniken, insbesondere der farbig glasierten Keramik, nach Entwürfen von Anton Joseph Pleyer, zusammengeführt wurden. So war das Gebäude innen und außen mit farbenprächtigen Fliesen, Mosaiken und Reliefs bedeckt.

### Äußeres

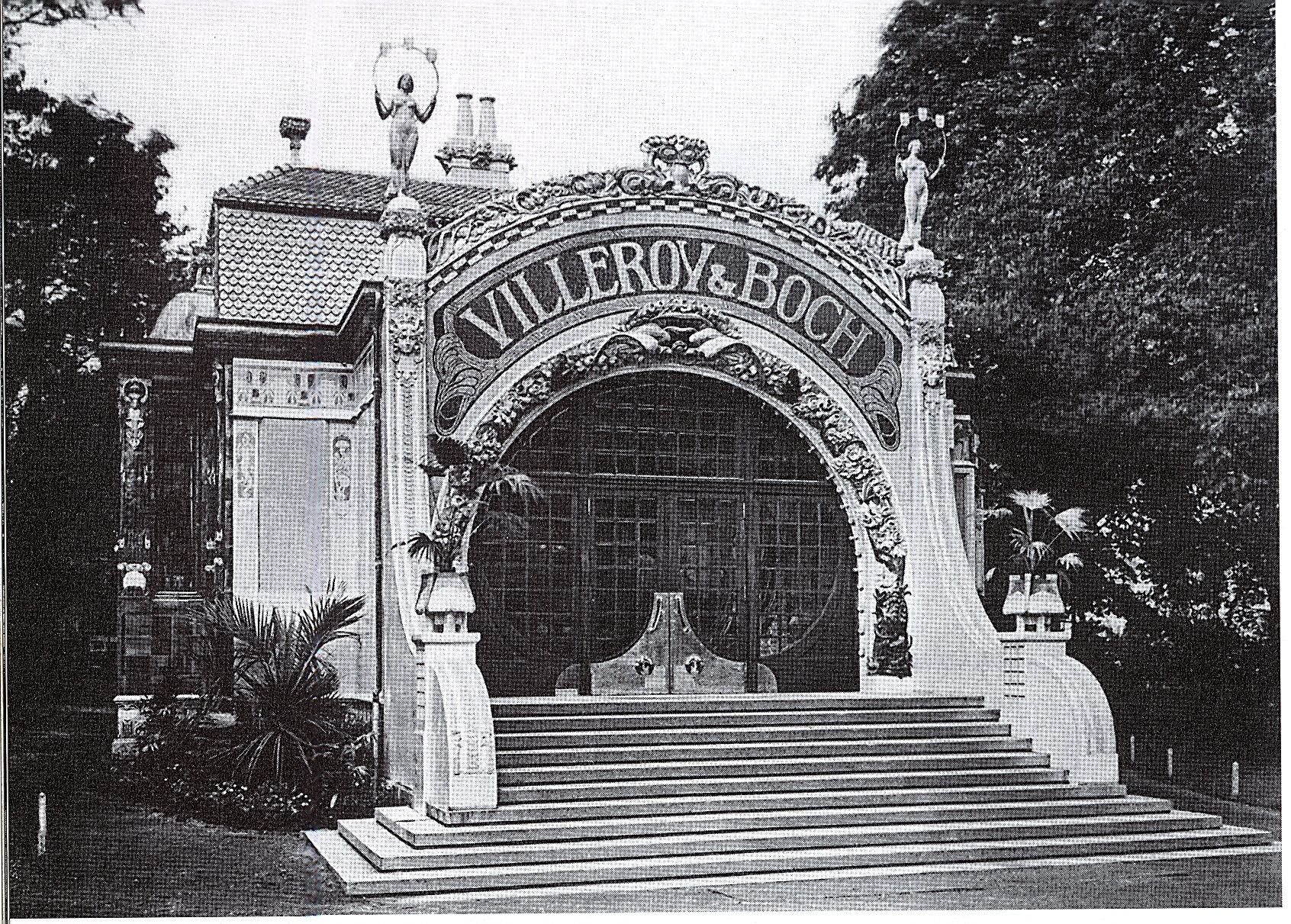
Hauptfassade

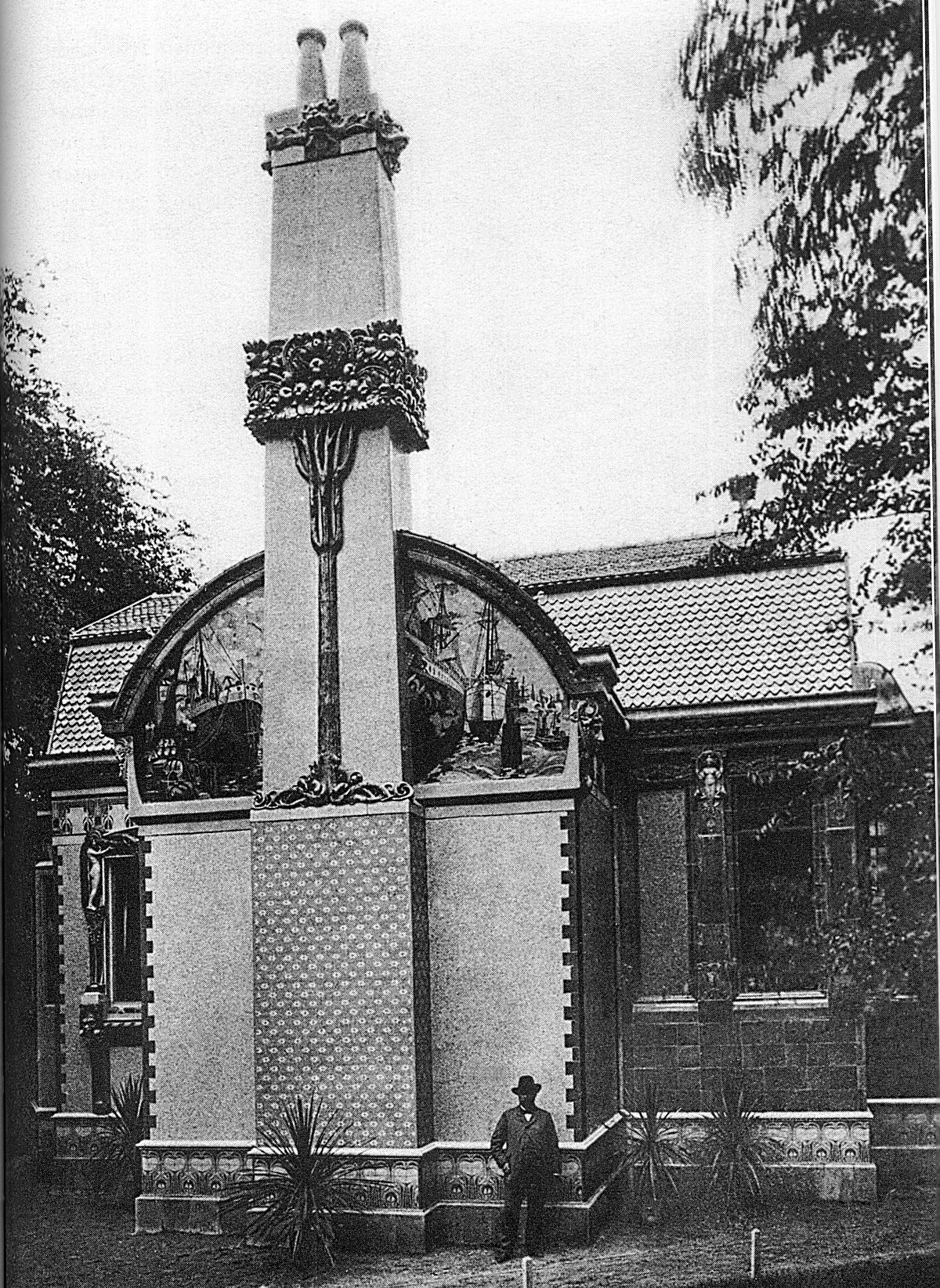
Südliche Rückseite

Die Hauptfassade zeigte verschiedenste Formen von Baukeramik der Firma Villeroy & Boch, so geflieste und mosaizierte Flächen, Reliefs und freiplastisch gearbeitete Skulpturen: „Die Hauptflächen der Aussenfacaden sind dann mit weißen und farbigen, jedoch vorwiegend gelb glasierten Schuppenplättchen bekleidet. Es wird hierdurch ein eigenartiges Fischschuppenmuster erzielt, welches in dieser Art zum ersten Mal in Anwendung gebracht worden ist“.
Die südliche Rückseite zeigte drei unterschiedliche Fassadenstile – Glasmosaik, Majolikaplatten und Bauplastik. In der Mitte der Rückseite befand sich ein Kaminerker, ein risalitartig hervortretender, fensterloser Anbau. Der Erker fand seinen Abschluss in einem Segmentbogengiebel und einen den Bau überragenden Schornstein, der an die Rückseite gesetzt wurde. Der Kaminerker war mit bemerkenswerten Lünettenbildern in farbigem Glasmosaik nach Entwürfen von Bruno Panitz geschmückt. Diese zeigten bildliche Marinedarstellungen: Das linke Bild stellte eine Hafenszene dar. Das rechte Bild zeigte mehrere Schiffe, die auf dem bewegten Meer schlingern. Den Erker flankierte im Westen eine Wand mit hellen Tonschuppenplättchen und Ornamentfries mit plastisch gerahmtem Fenster und eine mit Majolikaplatten verkleidete Wand mit zwei Fensterachsen, wovon eines ein Blendfenster war, im Osten.

### Inneres
Die Wände der Haupthalle zeichneten sich durch einen Schmuck mit Majolikaplatten aus: „Die Wände der Haupthalle sind in einer Höhe von ungefähr 50 cm mit licht blaubrauen Platten begleitet. Dann folgen Platten mit einem etwas unruhigen Druckmuster in Gelb, Grau und Grün mit einer gelb-elfenbeinfarbenen Borde als Abschluss, auf welchen sich dann das Tonnengewölbe der Decke aufbaut“.
Das gesamte Tonnengewölbe war mit einer Fliesenmalerei geschmückt. Diese zeigte sechs riesige Rosenbüsche, die sich zu baumartigen Gebilden formierten: „dieselbe [Decke] ist in Felder eingeteilt und zeigt als Decor ein stylisiertes Baummotiv auf graugrünem Hintergrund mit blau-violetten Zweigen, während die Zwischenräume zwischen den Blättern golden ausgefüllt sind. Den Scheitel bilden Blumenornamente in rothen, resp. pinkfarbenen Tönen“.

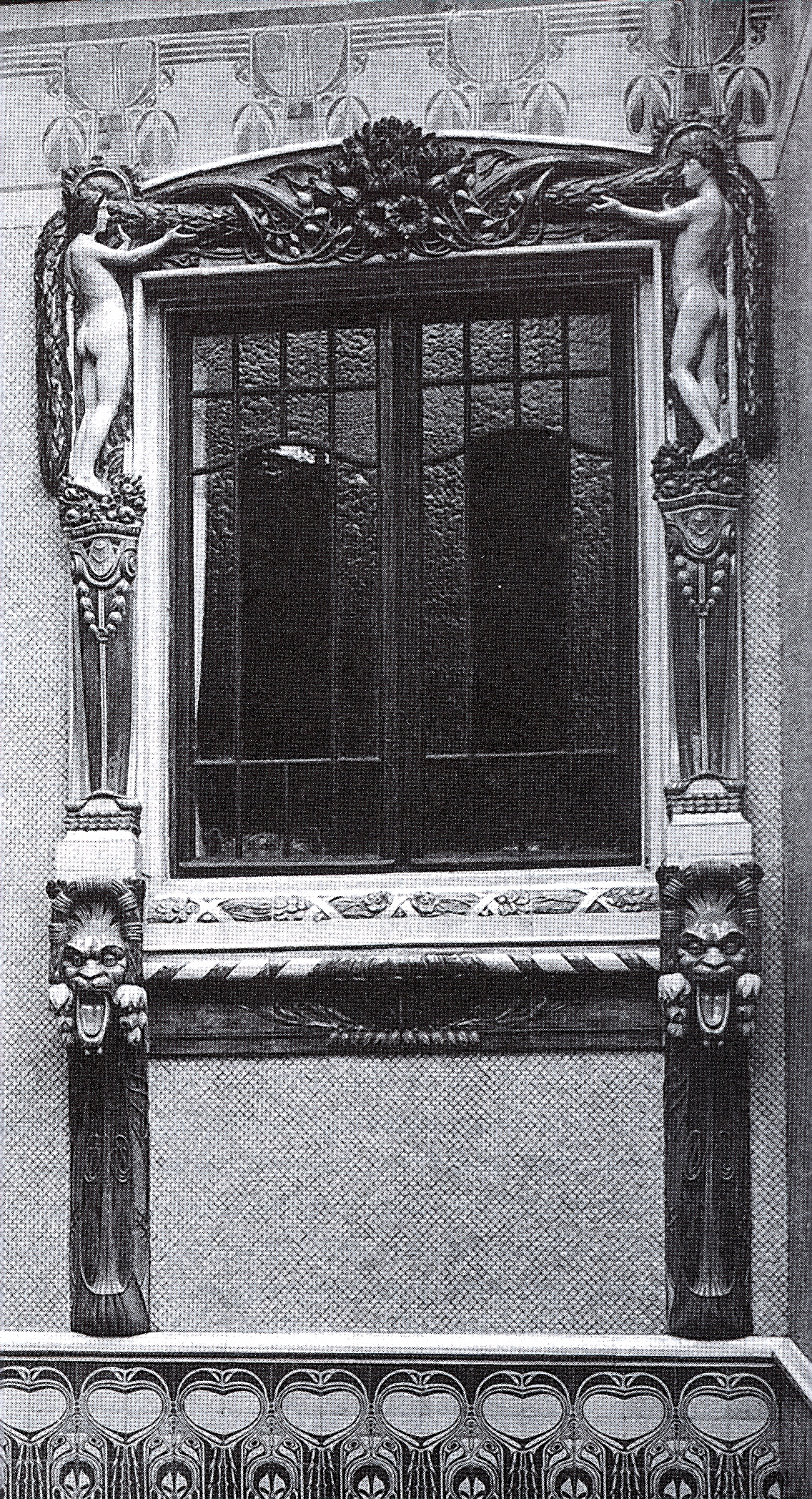
Fenster
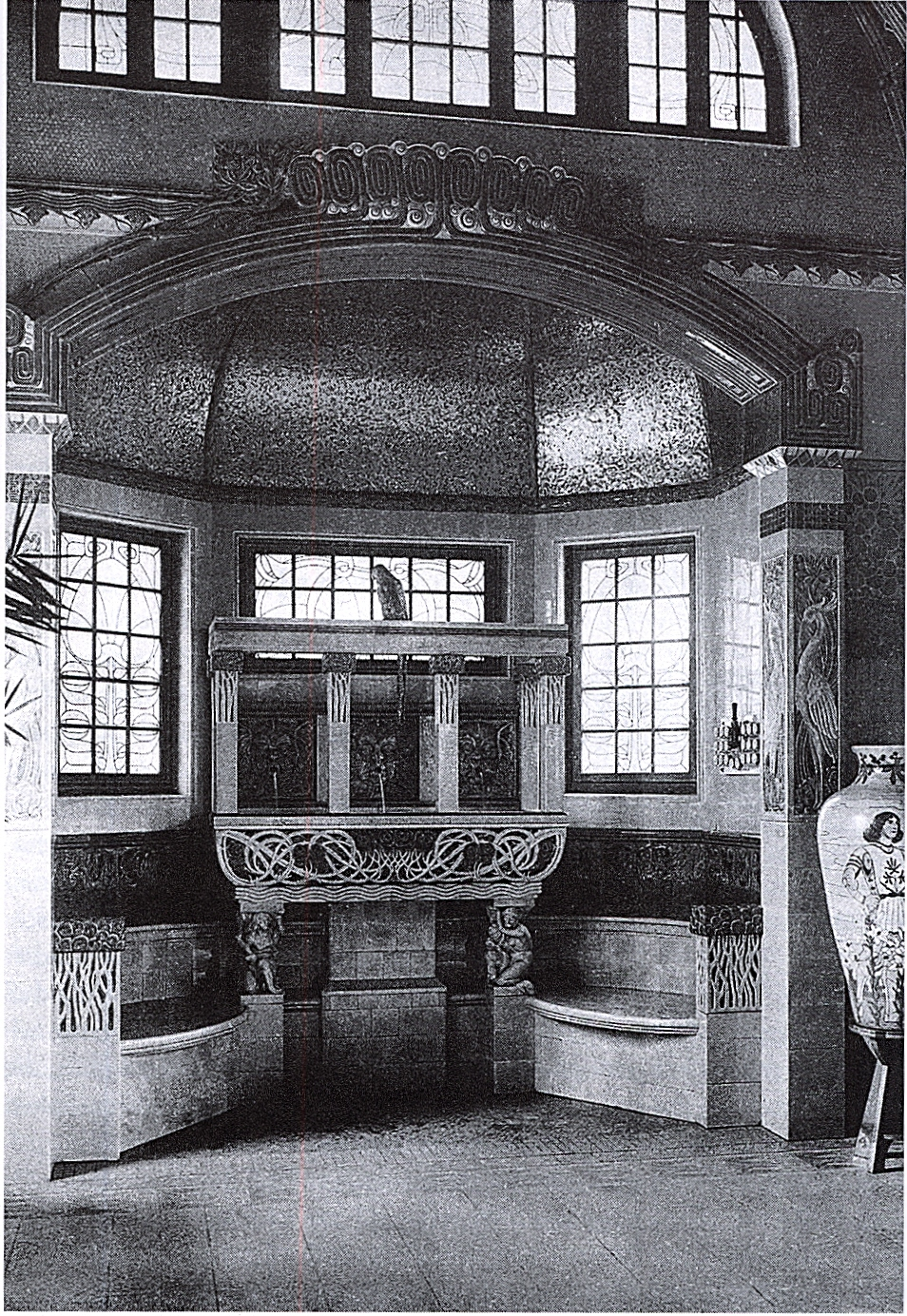
Inneres
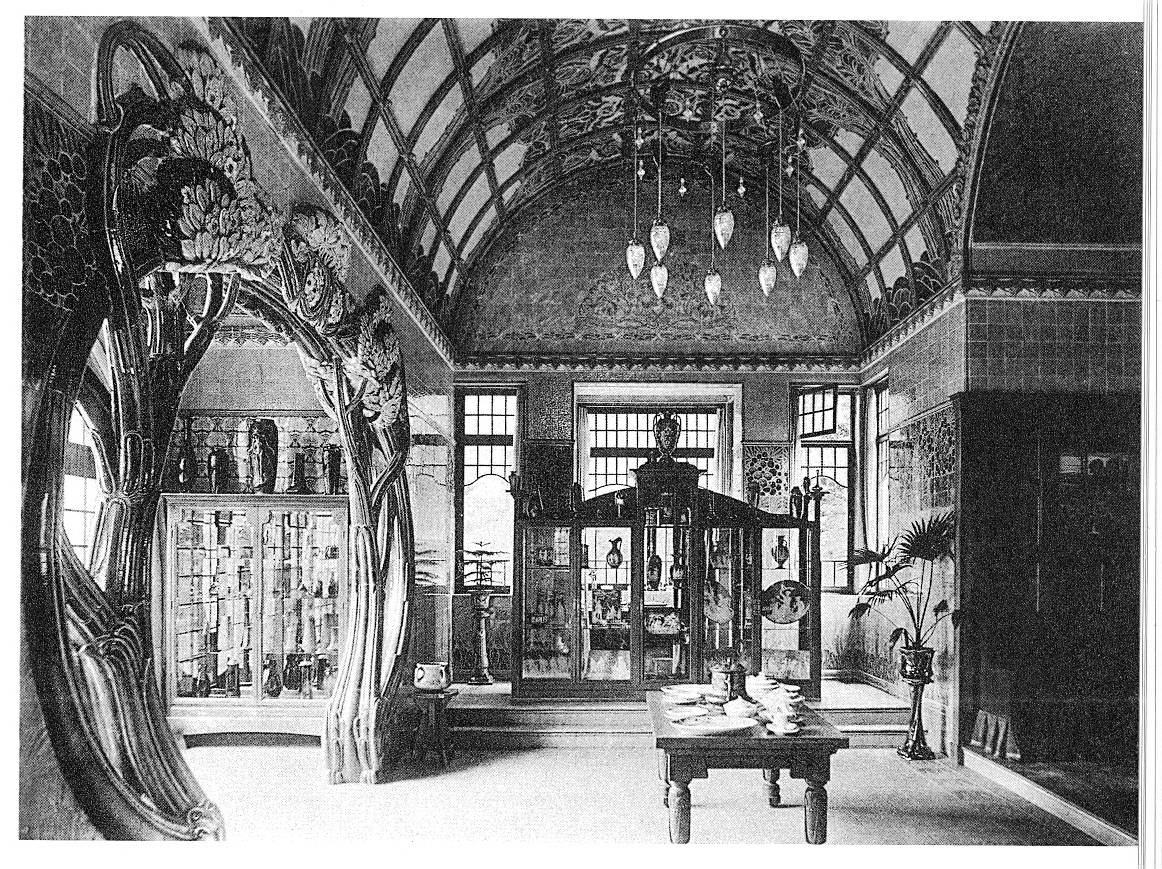
Haupthalle mit Tonnengewölbe

## Kunstgeschichtliche Bedeutung
Das Gebäude zählte zu den baulichen Hauptwerken des Jugendstils in Düsseldorf, das nach dem Vorbild des Wiener Majolikahauses gestaltet wurde:

„Im architekturgeschichtlichen Kontext der Jahrhundertwende betrachtet würde das Majolikahäuschen, wenn es noch stünde, heute ohne Zweifel zu den baulichen Hauptwerken des Jugendstils zählen, was den Verlust umso schmerzlicher erscheinen läßt. Namentlich orientiert sich das Majolikahäuschen am berühmten Wiener Majolikahaus am Naschmarkt, das 1898/99 nach Plänen von Otto Wagner erbaut wurde. […] Neben diesen Fliesen, die vor allem um die Jahrhundertwende mit Jugendstildekoren ihre Blütezeit erlebten, behauptete sich weiterhin die klassische Majolikafliese mit Bemalung und Zinnglasur, der das Wiener Majolikahaus seinen Namen verdankt. Das nur wenig später entstandene Düsseldorfer Majolikahäuschen knüpft an den Typus der vollständig mit Fliesen verkleideten Fassade an, vereint darüber hinaus aber auch andere keramische Techniken wie Hochrelief und Terrakottaskulptur am Bau miteinander.“

„Daneben schlug sich der Jugendstil in Düsseldorf hauptsächlich an Wohnhausneubauten der Jahrhundertwende nieder, wobei reine Ausprägungen selten sind – oft sind es Bauten des Historismus, deren konventionelle Architektur mit moderner Jugendstilornamentik kombiniert wurde. Das Majolikahäuschen […] wäre heute das mit Abstand aufwendigste, ornamentreichste Jugendstilexponat Düsseldorfs.“